# Dichrocephala integrifolia
Espèce
Dichrocephala integrifolia est une espèce de plante à fleurs de la famille des Asteraceae. Cette herbacée annuelle se retrouve en Afrique tropicale et subtropicale, de l'Asie tropicale et subtropicale jusqu'en Papouasie-Nouvelle-Guinée, en Australie et au Pacifique.

## Description
Dichrocephala integrifolia est une plante aromatique au port érigé et peut atteindre 20-60 cm de hauteur, et occasionnellement 100 cm. Elle porte parfois des ramifications à la base. Les feuilles sont alternées, ovées à lancéolées. 

## Écologie
On la retrouve dans des rizières en jachère et dans des endroits humides, le long des drains, des pistes et sentiers abandonnés sur des sols argileux. Elle pousse à une altitude comprise entre 500 m et 3000 m. Elle fleurit entre avril et septembre dans les régions avec une saison froide et/ou sèche. Elle peut aussi fleurir toute l’année . 

## Utilités
Cette plante a d’innombrables vertus médicinales. La décoction des bourgeons floraux est utilisée comme diurétique et sudorifique. L’arôme des fleurs aide à réduire les congestions nasales. Les feuilles sont antivirales. Appliquées sur la surface du corps, les feuilles écrasées sont utilisées pour traiter les ulcères et les renflements de la peau. Les jeunes pousses sont appliquées en cataplasme contre les morsures des insectes, des araignées et des scorpions.
Le jus de la plante est utilisé contre les filaires, traite la fièvre paludique. Mis dans les narines, ce jus traite également la sinusite. La plante séchée et transformée en poudre traite les vieilles blessures infectées. Cette plante est aussi utilisée dans le traitement de la dyspepsie et de l’indigestion. Elle a des propriétés antiphlogistiques et antiémétiques.
La plante contient des flavonoïdes tels que la rutine qui est un protecteur capillaire. Cette substance est utilisée pour traiter les désordres capillaires et veineux.